# Feuchy
Feuchy is een gemeente in het Franse departement Pas-de-Calais (regio Hauts-de-France). De plaats maakt deel uit van het arrondissement Arras. Feuchy telde op 1 januari 2022 1.003 inwoners.

## Geografie
De oppervlakte van Feuchy bedroeg op 1 januari 2022 5,45 vierkante kilometer; de bevolkingsdichtheid was toen 184 inwoners per km².

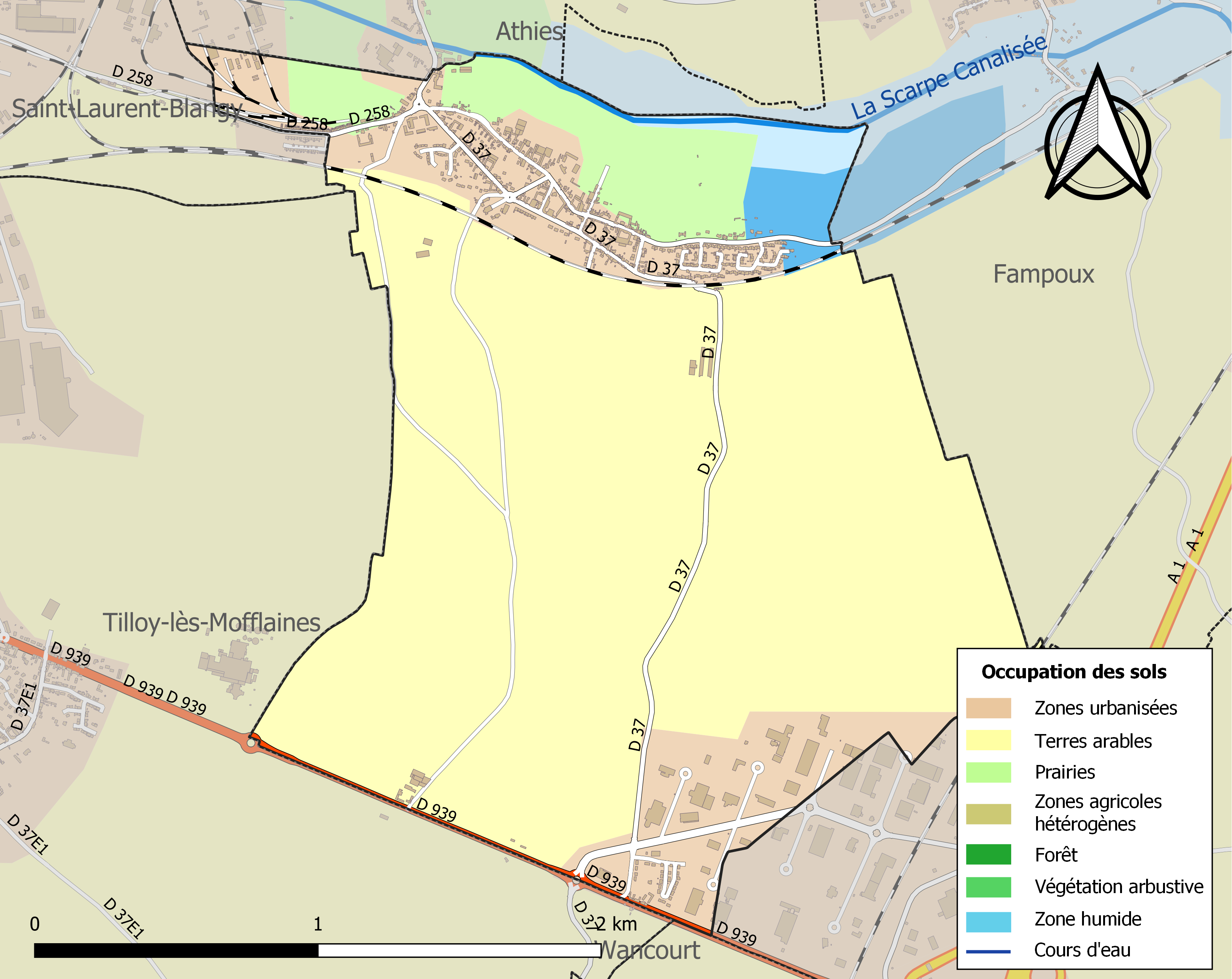
Kaart van de gemeente met belangrijkste infrastructuur, bodemgebruik en omliggende gemeenten

## Demografie
Onderstaande figuur toont het verloop van het inwonertal (bron: INSEE-tellingen).

## Bezienswaardigheden
Op het grondgebied van de gemeente liggen enkele Britse militaire begraafplaatsen: Feuchy British Cemetery en Orange Hill Cemetery.